# Краснодарская АЭС
Краснода́рская а́томная электроста́нция (также упоминается как Мостовска́я а́томная электроста́нция) — недостроенная атомная электростанция, расположенная в микрорайоне Энергетиков посёлка городского типа Мостовской, в Краснодарском крае на берегу реки Лаба.

## Руководство
- Министерство энергетики и электрификации СССР и Министерство среднего машиностроения — выделение капитальных вложений
- Мокроусов, Анатолий Емельянович — главный архитектор Краснодарского края (1982—1999) и заместитель председателя краевой комиссии по размещению производительных сил
- Киреев, Михаил — главный архитектор станции, сотрудник Харьковского отделения института «Атомтеплоэлектропроект» (с конца 1986 года — «Атомэнергопроект»)
- Юдовский, Леонид — директор станции

## Технические характеристики
Проектированием занималось Харьковское отделение института «Атомтеплоэлектропроект». Планировалось следующее оснащение:
- водо-водяной реактора ВВЭР-1000;
- гидроаккумулирующая электростанция на 1500 мегаватт;
- тепловая электростанция;
- водохранилище на реке Лаба.

Планировалось, что станцию будут обслуживать не менее 5 000 человек.

## Строительство

### Утверждение
В связи с нарушением сроков строительства атомных станций (а также объектов социального и культурно-бытового назначения для работников этих станций) и их нехваткой, согласно Постановлению ЦК КПСС и Совета Министров СССР № 48 от 21 января 1982 года «О дополнительных мерах по обеспечению строительства и ввода в действие атомных электростанций в 1982—1985 годах» Обязать Министерство энергетики и электрификации СССР и Министерство среднего машиностроения были обязаны обеспечить в 1982—1985 годах выделение капитальных вложений для строительства атомных электростанций, в число которых входила Краснодарская АЭС.
Для строительства станции планировался объём капитальных вложений 5 млн рублей (из них 3 для строительно-монтажных работ) в 1984 году и 15 млн рублей (из низ 10 для строительно-монтажных работ) в 1985 году.

### Выбор площадки
Для размещения будущей атомной станции было предложено 46 мест, потом их количество сократилось до 12, после — до 6. В итоге был выбран Мостовской район. Осмотром и изучением выбранных занимались Анатолий Мокроусов и Михаил Киреев. Проект строительства получил название "Площадка «Переправная».

Сорок пять мест, изначально выбранных под строительство станции, мы отсеяли именно потому, что рядом не было водоема, отвечающего условиям возведения гидроаккумулирующей станции, — продолжает Анатолий Мокроусов. — Подходящее место нашлось только на Лабе в Мостовском районе. Вот там-то, недалеко от станицы Мостовской, и решено было возвести АЭС.— Как на Кубани не построили АЭС — «Краснодарские известия» / Архивная копия от 11 октября 2011 на Wayback Machine

Площадка в Мостовском районе подходила по всем параметрам, хотя вплотную рассматривалось также место в районе станицы Даховской в Адыгее. В последнем случае близость заповедника не позволила утвердить проект, — рассказал корреспонденту «РГ» последний директор Краснодарской АЭС Леонид Юдовский, который сегодня живет в краевом центре. — Комплекс был рассчитан на 4000 мегаватт и включал также тепловую и гидроаккумулирующую электростанции, водохранилище на реке Лабе для охлаждения реакторов типа ВВЭР-1000. При полной нагрузке его должны были обслуживать до пяти тысяч человек.— "Краснобыль" у моря: Как на Кубани строили атомную электростанцию — интернет-портал «Российской газеты»

### Начало строительства
К месту строительства провели железнодорожную линию и начали завоз строительных материалов. Строительство началось в 1984-5 годах с постройки города на 1 500 человек для будущих строителей, который позже назвали посёлком Энергетиков.
Было построено 18 временных 2-этажных домов, которые в народе назвали «Берлинами» (конструкции для них изготавливались на заводе в ГДР), центральная районная больница, школа, детский сад и строительная база с бетонным заводом. Также было начато, но не окончено, строительство 2 многоэтажных (3 и 9 этажей) домов с квартирами улучшенной планировки. В район стали переселяться жители других регионов.

— Эти «общежития» были призваны дать возможность строителям и их семьям перекантоваться до появления рядом с ними новых жилых высоток, которые действительно начали возводить. Через дорогу как раз стоит серый скелет незавершенной девятиэтажки, рядом с ней успели поднять три этажа второй, которую потом перепроектировали под многоквартирный дом для детей-сирот, — рассказал нам мужчина, прогуливающийся с маленьким сыном.
— А вы сами давно здесь живете? — спрашиваю.

— Родители переехали из Азербайджана еще в конце 80-х, отец готов был работать сварщиком на стройплощадке атомной станции, но затем все застопорилось, — ответил он, дав понять, что нечего ворошить события давно минувших дней.— "Краснобыль" у моря: Как на Кубани строили атомную электростанцию — интернет-портал «Российской газеты»
К месту строительства перевели специализированную строительную организацию и 360 единиц техники, начали возводить дробильно-сортировочный завод, запроектированный специально под строительство АЭС (который и сейчас работает). Строительство длилось около 1,5 лет, всего на «Площадке» разместили около 23 объектов. Примерно марте-апреле 1986 года начато непосредственное строительство проекта энергоблока № 1 Краснодарской АЭС в присутствии главы «Кубаньэнерго» Игоря Ревы.

### Протесты против строительства
Весной 1986 года, после Чернобыльской аварии, начались протесты против строительства АЭС. По словам редактора «Регион Кубань. Северный Кавказ» (филиал «Российской газеты») Александра Ершова, протесты начались именно с его подачи:

А вот еще одна история, но посерьезнее. Примерно в 1985 году в Мостовском районе началось строительство Краснодарской атомной электростанции, о котором и сейчас мало кто знает. В 1987 году я отправил туда на разведку корреспондента, и он вернулся с большим материалом. Мы его опубликовали под соусом «смотрите, кубанцы, какой подарок нам готовят строители». А ведь всего год назад случилась авария на Чернобыльской АЭС. Между тем реакторы у этой станции были похожими на те, что стояли в Припяти.

<…> Ну, конечно, в день выхода статьи разгорелся огромный скандал на всех уровнях, кто только нам не предъявлял претензии: как вы могли такое написать, как осмелились. А у меня в приемной сидел представитель директора АЭС, сейчас его бы назвали пресс-секретарем. Потом он переедет в Краснодар, станет известным журналистом, будет долгое время возглавлять представительство федерального СМИ. А тогда он мне заявил, что наше издание должно извиниться перед его директором и читателями за ложную якобы статью. Я его сразу же послал, но мы как-то разговорились и расстались добрыми приятелями. Он признался: сам понимает, что происходит, но должен был довести претензию директора до редактората.— Посетить шамана, усмирить Фантомаса, предотвратить строительство АЭС, спасти газету от «уродины»: Забавные и не очень истории из жизни журналистов — «Краснодарские известия»
По словам кубанского эколога Андрея Рудомахи, природоохранной общественностью края была проведена экспертиза, показавшая ошибочность выбора места: станция находилась в курортной зоне, буквально в 100—130 километрах от неё находятся такие города, как Сочи, Гагра, Кисловодск и посёлок Архыз.

В рамках протестной кампании Краснодарскую АЭС по аналогии называли «Краснобылем», — вспоминает Рудомаха. — И что крайне важно, против строительства энергокомплекса выступил будущий губернатор Николай Кондратенко, который был тогда председателем Краснодарского крайисполкома и поддержал общественность, не побоявшись даже выступить по этому поводу по телевидению.
В архиве общественной экологической организации сохранились письменные обращения к президиуму Верховного Совета СССР. Среди основных причин по недопущению запуска комплекса указывались тектоническая активность и неустойчивость Черкесского глубинного разлома, расположение площадки в ключевой области питания Азово-Черноморского артезианского бассейна, дающего 80 процентов питьевой воды в крае, неблагоприятная роза ветров и др.

На заседаниях Ученого Совета и Президиума Отдела рассматривались экологические аспекты строительства Краснодарской АЭС в Мостовском районе, перспективы исследований в области марикультуры, координация научных исследований в области географии и экологии на Северном Кавказе, развитие нетрадиционной энергетики на Кубани, проблемы заповедных территорий и др. Силами секции охраны природных ландшафтов было подготовлено Экологическое обоснование нецелесообразности строительства Краснодарской АЭС, с учетом которого строительство атомной станции вблизи границ Кавказского биосферного заповедника было прекращено.— История Краснодарского регионального отделения Русского географического общества

### Остановка строительства
Строительство было приостановлено примерно во 2-й половине 1987 года, спустя примерно год после начала протестов, а окончательно было остановлено 1 января 1988 года.
В Краснодарском краевом комитете КПСС стали думать о переносе строительства в отдаление от населённых пунктов: в горы Мостовского района, в район станицы Чернореченской:

После катастрофы на ЧАЭС краевые власти задумались над другим местом для строительства атомной станции, — говорит Анатолий Емельянович, кстати, специалист по строительству атомных электростанций, окончивший Московский инженерно-строительный институт (его выпуск был первым в стране). — Учитывая то, что ЧАЭС стояла в населенном пункте, в Краснодарском крайкоме партии решили перенести площадку под местную АЭС подальше от поселков — в горы Мостовского района, в район станицы Чернореченской.— Как на Кубани не построили АЭС — «Краснодарские известия» / Архивная копия от 11 октября 2011 на Wayback Machine
Были опасения, что, в случае аварии на Краснодарской АЭС, формирующиеся в этом районе формируются подрусловые воды, от которых запитывается весь Краснодарский край, будут непригодными для употребления. Но со слов Анатолия Мокроусова, на Краснодарской станции не произошла бы авария подобная Чернобыльской, так как она была бы оборудована новыми водо-водяными реакторами, которые на порядок безопаснее графитовых вытеснителей, используемых на Чернобыльской АЭС. Также для Краснодарской станции предполагалось коробчатое сечение фундамента, при котором исключены утечки радиации. Кроме того АЭС накрыли бы бетонным куполом толщиной в 1 метр.

Уверен, что если бы не чернобыльская катастрофа, то сейчас на Кубани была бы своя АЭС, — говорит Анатолий Мокроусов. — Предполагалось, что она будет состоять из четырех блоков общей мощностью 4000 мегаватт. Рядом поставили бы гидроаккумулирующую станцию на 1500 мегаватт. Край мало того что не нуждался бы больше в энергии со стороны, сам экспортировал бы излишки — в Турцию. Существовала даже программа: 2000 мегаватт переправлялись бы через Грузию.— Как на Кубани не построили АЭС — «Краснодарские известия» / Архивная копия от 11 октября 2011 на Wayback Machine

## После остановки строительства
Вместо Краснодарской АЭС было предложено возвести ТЭЦ на 1300 мегаватт. Анатолий Мокроусов был против этого, так как для ТЭЦ нужен мазут, ядовитые выбросы которого направлялись бы в сторону Кавказского биосферного заповедника. В 90-х годах было предложение построить ГАЭС, но из-за политического кризиса и отсутствия финансирования ничего начато не было.
Посёлок Энергетиков вошёл в состав посёлка Мостовской как микрорайон Энергетиков. Построенные 18 домов-«Берлинов» были заселены и стали постоянными домами, рядом с ними возводятся коттеджи. 3-этажный дом был перепроектирован и достроен как многоквартирный дом для детей-сирот.
Подготовленная для строительства АЭС площадка между Мостовским и Лабой заросла травой и кустарниками, местами засеяна кукурузой. Цепь охлаждающих водохранилищ предприниматели стали использовать для организации платной рыбалки и отдыха.

<…> так уж сложилось исторически, что мощных источников электроэнергии в крае нет. Всем памятна шумная дискуссия вокруг планов строительства Мостовской АЭС; не касаясь вопроса о правильности или неправильности принятого тогда решения об отказе от АЭС, скажу: экономические реалии сегодняшнего дня не позволяют возобновить эту дискуссию. Во-первых, нет средств для такого грандиозного строительства; во-вторых, слишком длительны сроки окупаемости — до 15 лет; в-третьих, большую часть тепловой энергии, получаемой на таких станциях, придется утилизировать — использовать ее некуда. Естественно, высокой будет и себестоимость электроэнергии. Наиболее приемлемый вариант решения этой проблемы в условиях Кубани — строительство станций смешанного типа, вырабатывающих тепло-электроэнергию и находящихся в непосредственной близости от источников потребления. Небольшие, локальные станции, увязанные в одну сеть.— Олег Мащенко, От Ткачева надо избавляться — «Триада» № 4, март 2005
Позже были озвучены другие планы по возведение АЭС в Краснодарском крае. В первый раз об этом упомянул бывший губернатор Александр Ткачёв в ноябре 2007 года, но в дальнейшем об этом не говорили. Руководство «Росатома» на международном отраслевом форуме в Сочи «Атомэкспо 2018» официально объявило об отсутствии планов строительства АЭС в Краснодарском крае, так как был запущен четвёртый энергоблок на Волгодонской АЭС, который будет полностью ориентирован на Краснодарский край и Крым.
В 2021 году Анатолий Мокроусов выразил мнение, что строительство Краснодарской АЭС не нужно:

Сейчас АЭС уже не даст преимуществ, которые рисовались ранее, и, в общем-то, краю такой объект не нужен. Так как до сих пор нет возможности поставлять электроэнергию из Волгодонска (между прочим, ростовский атомный комплекс стал заменой краснодарской площадке), — рассказывает бывший главный архитектор Краснодарского края Анатолий Мокроусов.— "Краснобыль" у моря: Как на Кубани строили атомную электростанцию — интернет-портал «Российской газеты»